# Elecciones municipales del Callao de 1980
Las elecciones municipales del Callao de 1980 se llevaron a cabo el 23 de noviembre de 1980 para elegir al alcalde y al Concejo Provincial del Callao para el periodo 1981-1983. La elección se celebró simultáneamente con elecciones municipales en todo el país. Fueron las primeras elecciones municipales en la provincia desde 1966, tras 12 años de gobierno militar.

## Sistema electoral
La Municipalidad Provincial del Callao es el órgano administrativo y de gobierno de la provincia constitucional del Callao. Está compuesta por el alcalde y el Concejo Provincial.
La votación del alcalde y el concejo se realiza en base al sufragio universal, que comprende a todos los ciudadanos nacionales y no nacionales mayores de dieciocho años, empadronados y residentes en la provincia constitucional del Callao y en pleno goce de sus derechos políticos.
El Concejo Provincial del Callao está compuesto por 19 regidores elegidos por sufragio directo para un período de tres (3) años, en forma conjunta con la elección del alcalde (quien lo preside). La votación es por lista cerrada y bloqueada. Se asigna a la lista ganadora los escaños según el método d'Hondt.

## Partidos y candidatos
A continuación se muestra una lista de los principales partidos y alianzas electorales que participaron en las elecciones:
| Candidatura | Candidatura | Partidos y alianzas | Candidatos | Candidatos                 | Ideología                                             | Ref. |
| ----------- | ----------- | --- | ---------- | -------------------------- | ----------------------------------------------------- | ---- |
|             | AP          | Lista - Acción Popular (AP) |            | Ricardo Muelle Maturana    | Humanismo Nacionalismo cívico Reformismo              |      |
|             | APRA        | Lista - Partido Aprista Peruano (APRA) |            | Miguel Monteverde Win      | Aprismo                                               |      |
|             | IU          | Lista - Izquierda Unida (IU) – Unión de Izquierda Revolucionaria (UNIR) – Unidad Democrático Popular (UDP) – Partido Socialista Revolucionario (PSR) – Partido Comunista Revolucionario (PCR) – Partido Comunista Peruano (PCP) – Frente Obrero Campesino Estudiantil y Popular (FOCEP) |            | Miguel Echeandía Urbina    | Marxismo-leninismo Socialismo democrático Comunismo   |      |
|             | PPC         | Lista - Partido Popular Cristiano (PPC) |            | Luis Giampietri Berenice   | Conservadurismo social Humanismo Democracia cristiana |      |
|             | FNTC        | Lista - Frente Nacional de Trabajadores y Campesinos (FNTC) |            | Teodoro Valcárcel Portillo | Nacionalismo de izquierda Tahuantinsuyismo            |      |
|             | IND         | Lista - Lista Independiente |            | Jorge Bossio Garrido       | Localismo chalaco                                     |      |
|             | IND         | Lista - Lista Independiente |            | Ricardo Pérez Torres Llosa | Localismo chalaco                                     |      |

## Resultados

### Sumario general
|                        |                                                     |              |              |              |           |           |
| Partidos y coaliciones | Partidos y coaliciones                              | Voto popular | Voto popular | Voto popular | Regidores | Regidores |
| Partidos y coaliciones | Partidos y coaliciones                              | Votos        | %            | ±pp          | Total     | +/−       |
|                        | Acción Popular (AP)                                 | 59,451       | 37.46        | n/a          | 8         | n/a       |
|                        | Partido Aprista Peruano (APRA)                      | 35,522       | 22.38        | n/a          | 4         | n/a       |
|                        | Izquierda Unida (IU)                                | 32,128       | 20.24        | n/a          | 4         | n/a       |
|                        | Partido Popular Cristiano (PPC)                     | 28,593       | 18.02        | n/a          | 3         | n/a       |
|                        | Lista Independiente                                 | 1,170        | 0.74         | n/a          | 0         | n/a       |
|                        | Frente Nacional de Trabajadores y Campesinos (FNTC) | 1,108        | 0.70         | n/a          | 0         | n/a       |
|                        | Lista Independiente                                 | 726          | 0.46         | n/a          | 0         | n/a       |
|                        |                                                     |              |              |              |           |           |
| Total                  | Total                                               | 158,698      |              |              | 19        | n/a       |
|                        |                                                     |              |              |              |           |           |
| Votos válidos          | Votos válidos                                       | 158,698      | 88.46        | n/a          |           |           |
| Votos en blanco        | Votos en blanco                                     | 5,332        | 2.97         | n/a          |           |           |
| Votos nulos            | Votos nulos                                         | 15,374       | 8.57         | n/a          |           |           |
| Votos emitidos         | Votos emitidos                                      | 179,404      | 77.98        | n/a          |           |           |
| Abstenciones           | Abstenciones                                        | 50,653       | 22.02        | n/a          |           |           |
| Votantes registrados   | Votantes registrados                                | 230,057      |              |              |           |           |
|                        |                                                     |              |              |              |           |           |
| Fuente:                |                                                     |              |              |              |           |           |

## Elecciones municipales distritales

### Resultados por distrito
La siguiente tabla enumera el control de los distritos de la provincia del Callao.
| Distrito                   | Alcalde(sa) electo(a)     | Partido político | Partido político |
| -------------------------- | ------------------------- | ---------------- | ---------------- |
| Bellavista                 | Guillermo Danessi Ardiles |                  | Acción Popular   |
| Carmen de La Legua-Reynoso | Francisco Barreda Flores  |                  | Izquierda Unida  |
| La Perla                   | Alberto Dentone Mendoza   |                  | Acción Popular   |
| La Punta                   | María Company de Roel     |                  | Acción Popular   |
| Ventanilla                 | César Villalobos Hart     |                  | Acción Popular   |